# 錫利吉爾河
錫利吉爾河（羅馬化：Siligir）是俄羅斯的河流，屬於奧列尼奧克河的右支流，由薩哈共和國負責管轄，河道全長344公里，流域面積約12,500平方公里，河水主要來自融雪和雨水，流經中西伯利亞高原東北側。